# Oton Vrhunec
Oton Vrhunec (s partizanskim imenom Blaž Ostrovrhar), slovenski partizan in pesnik, * 10. februar 1915, Selca, † 5. april 1945, Topolje.

## Življenje in delo
Po poklicu je bil ključavničar in je delal najprej v Goričanah, nato v Vidmu, po okupaciji pa v Kranju. 
Kmalu se je vključil v NOB, sprva kot aktivist, v partizane je vstopil 20. februarja 1943. Pridružil se je Gorenjskemu odredu na Jelovici. Zaradi zaslug je že čez šest tednov postal komandir 1. čete Jelovškega bataljona. Po formiranju Prešernove brigade julija 1943, je postal komandant III. bataljona. Istega leta je bil postavljen za komandanta Vojkove brigade. Kmalu so ga premestili v Gradnikovo brigado, kjer je postal načelnik štaba brigade. Na njegovo željo so ga premestili nazaj na področje Poljanske in Selške doline. Postal je komandant Škofjeloškega odreda.
5. aprila 1945 je s soborci padel v domobransko zasedo in bil ranjen. Da ne bi padel živ v roke domobrancev, je storil samomor. 
Sprva je bil pokopan v Železnikih, kasneje pa ga je žena pokopala v rodbinsko grobnico na pokopališču v Selcih.